# كورت كولمان (لاعب اتحاد الرغبي)
كورت كولمان (بالإنجليزية: Kurt Coleman)‏ هو لاعب اتحاد الرغبي جنوب أفريقي، ولد في 29 يناير 1990 في كنيسنا في جنوب أفريقيا.

## وصلات خارجية
- كورت كولمان على موقع ItsRugby.co.uk (الإنجليزية)